# Der Weidenbaum

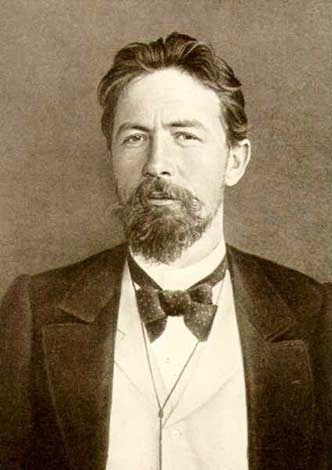
Anton Tschechow

Der Weidenbaum (russisch Верба, Werba) ist eine kleine Erzählung des russischen Schriftstellers Anton Tschechow, die am 9. April 1883 als Palmsonntagsgeschichte in der Wochenzeitung Oskolki erschien.

## Inhalt
Vor Jahren schon hatte der Besitzer die kleine alte Mühle am Bach Kosjawka aufgegeben. Die Ruine steht noch, weil sie von der mächtigen Weide gestützt wird. Als Stütze dient der alte Baum auch dem zahnlosen Greis Archip, der einst hier als Müllerbursche tätig war und nun – an den Stamm gelehnt – angelt. Die Poststraße von B. nach T. führt an der Mühle vorbei. Jeden Mittag überquert die Postkutsche das Wehr.
An einem Sonntag beobachtet Archip, wie der Postkutscher den schlafenden Postboten erschlägt, dessen Brieftasche im hohlen Weidenstamm versteckt und nach der Bluttat weiterfährt.
Eine Woche darauf trägt Archip die Tasche in die Stadt. Der Vorsteher im Rentamt erleichtert die Tasche um die Hälfte ihres Inhalts, gibt diese Archip zurück und schickt ihn zur Polizei. Das Geld in der Tasche fehlt. Nach einer Nacht Haft im Polizeigefängnis darf Archip zu seinen Barschen und Karauschen an den Weidenbaum zurück.
Der Kutscher kommt, sucht die Beute vergeblich im Weidenstamm und verprügelt Archip, nachdem dieser seine gute Tat offen zugegeben hat. Darauf leben beide in der Mühle. Nach ein paar Monaten gesteht der Postbote dem Vorsteher im Rentamt den Mord am Postboten. Der Vorsteher nennt den Mörder einen Trottel und jagt ihn fort. Der Kutscher ertränkt sich am Wehr beim Weidenbaum.

## Verfilmung
- 1984, Der Weidenbaum[3] – TV-Spielfilm von Sohrab Shahid Saless mit Josef Stehlík, Peter Staník (1947–1995) und Milan Drotár (12. Januar 1937; † 15. April 1991).

## Verwendete Ausgabe
- Gerhard Dick (Hrsg.), Wolf Düwel (Hrsg.): Anton Tschechow: Gesammelte Werke in Einzelbänden: Der Weidenbaum. S. 100–104 in: Gerhard Dick (Hrsg.): Anton Tschechow: Vom Regen in die Traufe. Kurzgeschichten. Aus dem Russischen übersetzt von Ada Knipper und Gerhard Dick. Mit einem Vorwort von Wolf Düwel. 630 Seiten. Rütten & Loening, Berlin 1964 (1. Aufl.)[4]